# Burg Calw
Die Burg Calw ist eine abgegangene hochmittelalterliche Höhenburg über dem Nagoldtal auf dem Gebiet der heutigen Stadt Calw in Baden-Württemberg. Sie war im 11. bis 13. Jahrhundert Stammsitz der Grafen von Calw. Der Name deutet auf die Lage auf einem kahlen (althochdeutsch chalo) Berg hin. Um 1600 wurde die Burg zum Bau eines Schlosses abgetragen.

## Geschichte
Die Burg Calw entstand spätestens Mitte des 11. Jahrhunderts, als Graf Adalbert II. seinen Herrschaftssitz von Sindelfingen an die Nagold verlegte. Auf Drängen Papst Leo IX. baute Adalbert ab 1059 das nahe gelegene, von seinen Vorfahren gegründete Kloster St. Aurelius in Hirsau wieder auf. Von ihrer Burg aus legten die Grafen von Calw zahlreiche Siedlungen im Nordschwarzwald an. 1095 ging der Besitz an Adalberts Sohn Gottfried über, dem späteren Pfalzgrafen am Rhein. Nach Gottfrieds Tod 1131 stritten Adalbert IV. und Welf VI. um sein Erbe. Adalbert besetzte die Calwer Burg und erhielt sie später als Lehen.
Nach dem Aussterben der Calwer Grafen um 1260 fiel der Calwer Besitz an die Grafen von Tübingen-Böblingen und die Grafen von Berg-Schelklingen. 1308 und 1345 kauften die Grafen von Württemberg Stadt und Burg Calw. Mitte des 16. Jahrhunderts wird vom Verfall der Burg berichtet.

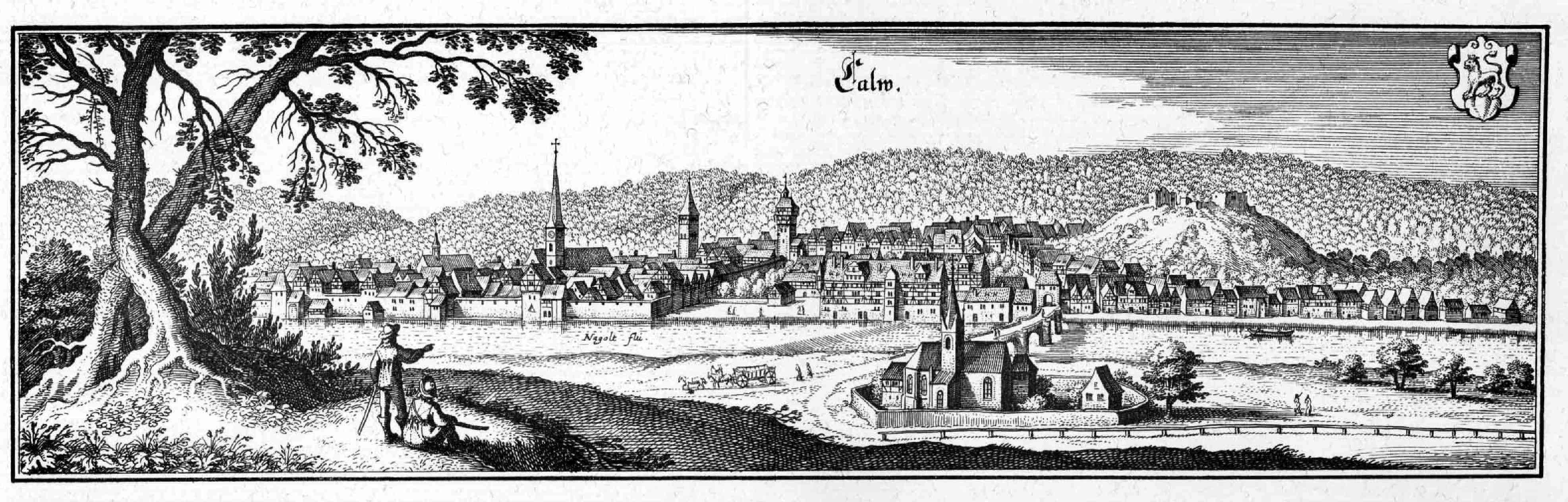
Matthäus Merians Stich von 1643 zeigt die Burgruine oberhalb der Stadt

Über Aussehen und Ausstattung der Burg ist wenig bekannt. Sie war auf dem nach drei Seiten steil abfallenden Hügel gut geschützt. Eine doppelte Mauer mit vier Türmen umfasste den Hof und die Gebäude der Hauptburg. Unter dem „Kesselturm“ gab es ein in den Fels eingelassenes, enges Verlies. Ein weiteres Gefängnis befand sich in dem vermutlich nach den geistlichen Insassen benannten „Pfaffenturm“.

## Schlossbau

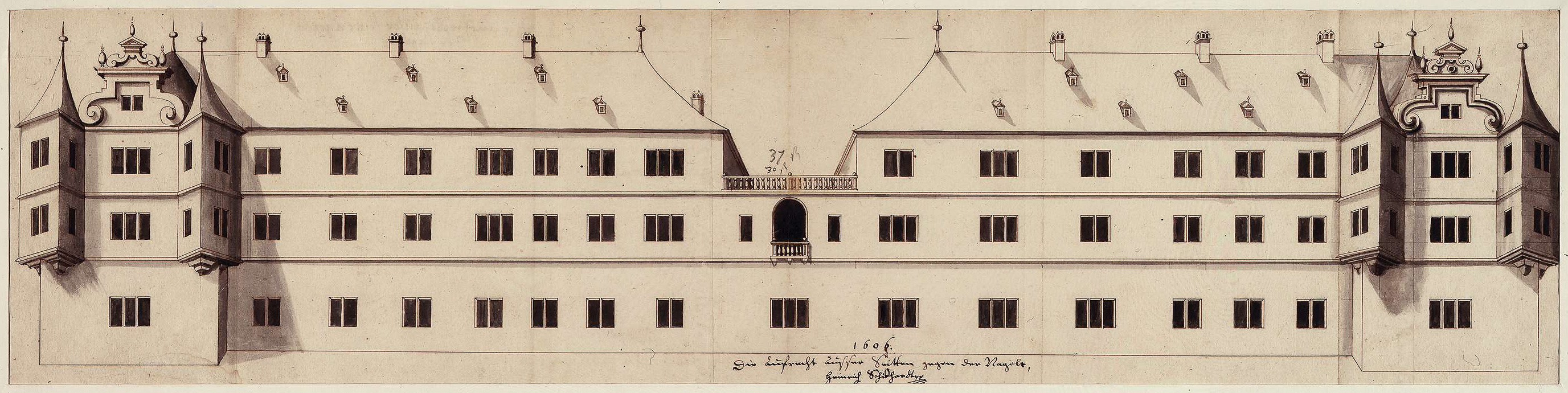
Heinrich Schickhardts Entwurf für das Calwer Schloss

Anfang des 17. Jahrhunderts beauftragte Herzog Friedrich von Württemberg seinen Baumeister Heinrich Schickhardt mit dem Bau eines Schlosses anstelle der Burg. Es sollte mit 385 Schuh (110 m) Länge und 280 Schuh (80 m) Breite größer als das Stuttgarter Schloss werden. Schickhardt entwickelte für die monumentale Vierflügelanlage einen eigenen Baustil. Die dreigeschossigen Längstrakte waren durch mittig eingefügte Altane mit darunter liegenden Rundbögen gegliedert. Die Ecken gestaltete er als herausragende Kuben mit je drei über Eck gestellten Erkern. Ein südseitiges Portal führte zum geräumigen Innenhof.
Ab 1601 wurden die Ruinen der alten Burg abgetragen. Nach Planung und Ankauf der nötigen Grundstücke fand 1606 die Grundsteinlegung im Beisein des Herzogs statt. Knapp zwei Jahre später, nach Friedrichs Tod 1608, wurde der Bau eingestellt.
Auf dem Schlossberg entstand 1878 ein Dienstgebäude der Militärverwaltung, in dem heute das Polizeirevier Calw untergebracht ist.